# Saint-Mars-du-Désert (Mayenne)
Saint-Mars-du-Désert is een gemeente in het Franse departement Mayenne (regio Pays de la Loire) en telt 169 inwoners (1999). De plaats maakt deel uit van het arrondissement Mayenne.

## Geografie
De oppervlakte van Saint-Mars-du-Désert bedraagt 11,9 km², de bevolkingsdichtheid is 14,2 inwoners per km².

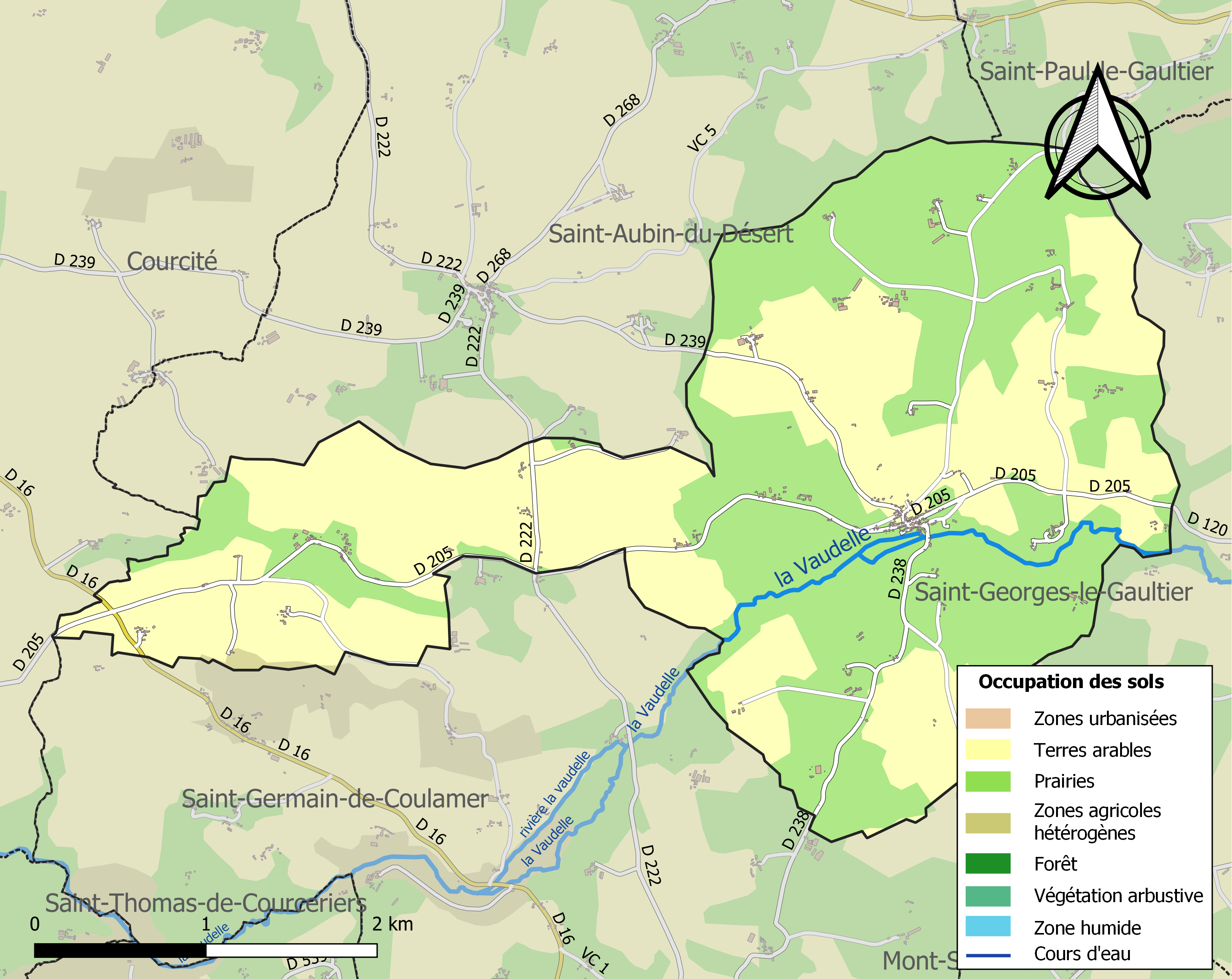
Kaart van de gemeente met de belangrijkste infrastructuur, bodemgebruik en omliggende gemeenten

## Demografie
Onderstaande figuur toont het verloop van het inwonertal (bron: INSEE-tellingen).